# معادلة فيشر
في الاقتصاد، معادلة فيشر هي العلاقة المقترحة من طرف إيرفينج فيشر بين معدل الفائدة الاسمي ({\displaystyle i})، و سعر الفائدة الحقيقي ({\displaystyle r}). سلفا لدينا:
{\displaystyle i=r+\pi ^{e}}
où {\displaystyle \pi ^{e}} هو التضخم المتوقع أو المأمول ({\displaystyle e}).
لاحقا: يتم حساب القيم الفعلية على النحو التالي. سواءا {\displaystyle K} المبلغ المستثمر في معدل {\displaystyle i}. بعد عام قيمته الحقيقية، نظرا لمعدل التضخم:
{\displaystyle K(1+r)={\frac {K(1+i)}{1+\pi }}}
حيث:
{\displaystyle i=r+\pi +r\pi }
يعطى أن {\displaystyle r\pi }، يتم الحصول على قيمة صغيرة جدا (لا تذكر)، ونتحصل على تقريب مثل معادلة فيشر.

## التطبيقات

### الاقتراض والإقراض والقيمة الزمنية للنقود
عند تقديم القروض، يتم عادةً تحديد المبلغ المقترض والأقساط المستحقة للمقرض بالقيمة الاسمية، قبل التضخم. ومع ذلك، عندما يحدث التضخم، فإن الدولار الذي يتم سداده في المستقبل يساوي أقل من الدولار المقترض اليوم. لحساب الاقتصاد الحقيقي للقرض، من الضروري تعديل التدفقات النقدية الاسمية لمراعاة التضخم المستقبلي.

### السياسة النقدية
تلعب معادلة فيشر دورًا رئيسيًا في فرضية فيشر، التي تؤكد أن سعر الفائدة الحقيقي لا يتأثر بالسياسة النقدية وبالتالي لا يتأثر بمعدل التضخم المتوقع. مع وجود سعر فائدة حقيقي ثابت، فإن نسبة التغير المعينة في معدل التضخم المتوقع، وفقًا للمعادلة، ستقابل بالضرورة تغيرًا مساوًا في النسبة المئوية في سعر الفائدة الاسمي في نفس الاتجاه.[بحاجة لمصدر]

### تحليل التكاليف والفوائد
كما هو مفصل من قبل ستيف هانكي، فيليب كارفر، وبول بوج (1975)، يمكن أن يتم تشويه تتحليل التكلفة والفائدة إلى حد كبير إذا لم يتم تطبيق معادلة فيشر الدقيقة. ويجب أن يتم توقع الأسعار وأسعار الفائدة إما بالقيمة الحقيقية أو الاسمية.

## أنظر أيضاُ
- القيمة الحقيقية مقارنة بالقيمة الاسمية
- سعر الفائدة
- تضخم اقتصادي